# Ludwigsfelde
Ludwigsfelde är en stad i norra delen av det tyska länet Teltow-Fläming i förbundslandet Brandenburg, 11 km söder om Berlins stadsgräns. Staden utgör en del av Berlin/Brandenburgs storstadsområde.

## Geografi

### Administrativ indelning
Inom Ludwigsfeldes stadskommun utgör förutom centralorten även följande orter administrativa kommundelar:
- Ahrensdorf (777 invånare)
- Genshagen (1292 invånare)
- Gröben med Gröbener Kietz (325 invånare)
- Gross Schulzendorf (555 invånare)
- Jütchendorf (109 invånare)
- Kerzendorf (207 invånare)
- Löwenbruch med Siedlung am Weinberg (250 invånare)
- Mietgendorf (81 invånare)
- Schiass (44 invånare)
- Siethen (628 invånare)
- Wietstock (265 invånare)

## Historia
Orten omnämns 1375 för första gången som gård tillhörande adelssläkten von Torgow. 1843 byggdes en järnvägsstation nära samhället, på linjen mellan Berlin och Köthen.
Ortens betydelse ökade avsevärt efter 1936 på grund av att det anlades verkstäder för tillverkning av flygplansmotorer där. De förstörda fabrikerna demonterades efter andra världskriget som krigsskadestånd men redan 1952 uppfördes nya verkstäder där man producerade lastbilar i Ludwigsfelde. Stadsrättigheterna kom 1965.

## Näringsliv
De stora koncernerna ThyssenKrupp, Coca-Cola Company och Volkswagen AG har lagerhallar i staden.

## Kultur och sevärdheter
Kristall-Saunatherme, ett av Tysklands största sport- och avkopplingsbad med stora bastuanläggningar, finns i Ludwigsfelde. Badet är känt som Europas största naturistbad inomhus, tillhörande den tyska FKK-rörelsen, och har även Europas största bastu med över 200 sittplatser.